# Fusarium poae
Fusarium poae ist eine Schimmelpilzart, die der Gattung Fusarium angehört. Die Pilze verursachen unter anderem Ährenkrankheiten auf Getreide und produzieren dabei gesundheitsschädliche Mykotoxine. Die Art und Anzahl der Mykotoxine in F. poae ist im Gegensatz zu anderen Fusarienarten noch wenig erforscht. Man geht jedoch von einer erheblichen Mykotoxinbelastung auf befallenem Weizen aus, die auch für den Menschen problematisch sein könnte.

## Nachweis vonF. poaeauf Getreidekörnern
Befallene Getreidepflanzen können auf F. poae untersucht werden, indem die Getreidekörner oberflächensterilisiert, in Petrischalen auf mit antibiotikumversetzten Kartoffel-Dextrose-Agar ausgelegt und einige Tage inkubiert werden. Die wachsenden F. poae-Pilzkulturen haben einen für diese Fusarienart charakteristischen, angenehmen Duft, der von vielen Personen mit „nach Apfel“ beschrieben wird; allerdings sollte das Riechen an den Pilzkulturen vermieden werden, da dabei auch Millionen von Pilzsporen (Konidien) inhaliert werden. Vom makroskopischen Aussehen auf der Agarplatte her ist der Pilz sehr variabel: Er kann sowohl blass weinrot als auch fast weiß vorkommen. Generell nimmt die Färbung des Pilzes mit seinem Alter zu. Im Allgemeinen produziert er reichlich Luftmyzel. Unter dem Mikroskop sind bei 200-facher Vergrößerung tausende tropfenförmiger Mikrokonidien sowie kahnförmige Makrokonidien sichtbar.